# Olimpiada Ivanova
Olimpiada Vladimirovna Ivanova (russo: Олимпиада Владимировна Иванова; Munsyut, 26 de agosto de 1970)  é uma ex-atleta russa especializada na marcha atlética, bicampeã mundial, ex-recordista mundial e medalhista olímpica da marcha de 20 km. 
Participou pela primeira vez de um Campeonato Mundial de Atletismo em Atenas 1997, e venceu a prova de 10 km, então a única existente para as mulheres, mas teve sua medalha posteriormente confiscada por doping com estanozolol, sendo suspensa por dois anos das competições internacionais. Retornou ao atletismo em 2000, perdendo os Jogos de Sydney 2000 pela suspensão, e no ano seguinte venceu a prova no Campeonato Mundial de Atletismo de 2001 em Edmonton, Canadá. Em Atenas 2004, no mesmo local onde tinha vencido em 1997 apenas para ser suspensa, ela conquistou a medalha de prata olímpica, chegando apenas 4s atrás da grega Athanasia Tsoumeleka, que ganhava a primeira medalha de ouro olímpica para seu país, em casa, nesta modalidade do atletismo.
No ano seguinte, no Mundial de Helsinque 2005, aos 35 anos, Ivanova conquistou a segunda medalha de ouro, estabelecendo novo recorde mundial no processo, 1:25:41. Em 2001, quando retornou da suspensão, ela já havia feito a melhor marca do mundo – 1:24:50, seu recorde pessoal – mas este tempo não foi oficializado como recorde mundial por ter sido feito na Rússia, sem a presença de juízes internacionais suficiente, o que não é aceito pela IAAF.